# Asteromella
Asteromella Pass. & Thüm. – rodzaj grzybów z typu workowców (Ascomycetes).

## Systematyka i nazewnictwo
Pozycja w klasyfikacji według Index Fungorum: Incertae sedis, Incertae sedis, Incertae sedis, Dothideomycetes, Pezizomycotina, Ascomycota, Fungi.
Synonimy: Apiosporella Speg. 1912, Aplosporidium Speg. 1912, Phyllonochaeta Gonz. Frag. & Cif. 1927, Plectophoma Höhn. 1907, Porterula Speg. 1920, Stictochorella Höhn. 1917, Stictochorellina Petr. 1922.

## Charakterystyka
Grzyby mikroskopijne. Krytyczną analizę gatunków tego rodzaju występujących w Polsce opracowała Małgorzata Ruszkiewicz-Michalska.
Siedliskiem ich życia są liście roślin, na których powodują plamistość liści. Gatunki wyróżnione zostały przede wszystkim na podstawie gatunku żywiciela. Prawdopodobnie rodzaj Asteromella jest polifiletyczny. Znane są tylko ich anamorfy, teleomorfy prawdopodobnie należą do rodzaju Mycosphaerella. Gatunki rodzaju Asteromella wytwarzają drobne pyknidia. Charakteryzują się tego samego typu konidiogenezą, podczas której powstają hialinowe konidia o kształcie pręcików, podobne do bakterii.
Gatunki Asteromella są dość jednolite morfologicznie. Ich grzybnia jest zanurzona w tkankach roślin, strzępki są podzielone, rozgałęzione, szkliste lub bladobrązowe do średnio brązowych, o szerokości 3–4 μm. Konidiomy typu pyknidium o kulistym lub prawie kulistym kształcie, występujące pojedynczo lub w grupach na obydwu stronach liści, ale głównie na dolnej. Są całkowicie zanurzone w tkankach roślin, lub wystają nad powierzchnię liścia tylko ich części szczytowe do 1/3 wysokości. W większości przypadków wystaje brodawka z ostiolum. Konidiomy mają barwę od blado do ciemnobrązowej, czasami z oliwkowymi odcieniami lub są czarne. Wraz z wiekiem barwa ta zmienia się w niewielkim stopniu. Końcówki konidiomów często mają szklisty wygląd ze względu na masę wytłaczanych z nich konidiów, które na początku są śliskie, a potem chrząstkowate. Ściana konidiomów składa się z (2–) 3–4 warstw głównie cienkościennych, wielokątnych komórek. Ostiolum jest centralne, okrągłe, często dobrze widoczne, do 37 μm (przy średnicy konidiomów 50 μm), czasami otoczone strukturą złożoną z ciemniejszych grubościennych komórek lub nieregularne, prawdopodobnie z powodu lizy miejscowych komórek lub ich ścierania po dojrzewaniu. Konidiofory są gładkie, szkliste i wyściełają ścianę konidiomów, są zwykle wielokomórkowe, zwężające się ku wierzchołkowi, rozgałęzione u podstawy, o długości 5 do 20 μm i szerokości do 6 μm. U niektórych gatunków (np. A. scabiosae) nie obserwowano konidioforów. Komórki konidiotwórcze są enteroblastyczne, fialidowe, hialinowe, cylindryczne lub stożkowe do kulistych lub półkulistych, często w rzędzie wystające do jamy konidiomu, z pojedynczym loci konidiogennym rozmieszczonym wierzchołkowo lub bocznie.
Konidia zazwyczaj tworzą gęstą, nieco lepką masę, która często utrudnia obserwację konidioforów. Są szkliste, jednokomórkowe, z jedną gutulą, o wymiarach 2–7 × 0,5–1,8 μm, średnio 3–5 × 1–1,5 μm. Ich kształt jest dość jednolity, głównie mają postać pręcika z niewielkim zwężeniem w środkowej części, rzadziej są cylindryczne z zaokrąglonymi końcami.
Asteromella od gatunków z innych podobnych rodzajów odróżniają się drobnymi szczegółami budowy morfologicznej konidioforów i konidiów. Najbardziej podobne do Asteromella są drobnozarodnikowe Phoma i Paraphoma, które odróżniają się także bardziej eliptycznymi lub jajowatymi konidiami zawierającymi dwie lub więcej gutuli. Podstawowym sprawdzianem, która umożliwia rozróżnienie gatunków Asteromella i Phoma jest kiełkowanie ich zarodników na podłożach hodowlanych.

## Gatunki występujące w Polsce
- Asteromella acetosae (Sacc.) Ruszk.-Mich. 2016
- Asteromella acorella (Sacc. & Penz.) H. Ruppr. 1959
- Asteromella alnicola (C. Massal.) Ruszk.-Mich. 2016
- Asteromella astragalicola (C. Massal.) Petr. 1923
- Asteromella austriaca (Sacc.) H. Ruppr. 1958
- Asteromella bacteriiformis (Pass.) Petr., 1925
- Asteromella baldensis (C. Massal.) H. Ruppr. 1959
- Asteromella bacilloides (Dominik) Ruszk.-Mich. 2016
- Asteromella bellunensis (Martelli) Boerema & Dorenb. 1973
- Asteromella calthae (Tranzschel) Vanev & Aa 2002
- Asteromella carlinae Petr. 1927
- Asteromella chaerophylli (C. Massal.) Petr. 1940
- Asteromella cicutae (Lind) Aa 2002
- Asteromella confusa (Bubák) Petr. 1925
- Asteromella convallariae (Cavara) Petr. 1923
- Asteromella corcontica (Kabát & Bubák) Moesz ex Bat. & Peres 1961
- Asteromella doronicigena (Bubák) Petr. 1929
- Asteromella ebuli (Fuckel) Moesz ex Bat. & Peres 1961
- Asteromella euonymella (Sacc.) Aa & Vanev 2002
- Asteromella eupatoriicola (Kabát & Bubák) H. Ruppr. 1958
- Asteromella garrettii (Syd. & P. Syd.) Aa 2002
- Asteromella gentianellae (C. Massal.) Petr. 1925
- Asteromella helleboricola (C. Massal.) Moesz 1938
- Asteromella huubii Ruszk.-Mich. 2016
- Asteromella ludwigii Petr. 1923
- Asteromella lysimachiae (Allesch.) Ruszk.-Mich. 2016
- Asteromella personatae (Allesch.) H. Ruppr. 1959
- Asteromella petasitis Petr. 1923
- Asteromella phyteumatis Petr. 1925
- Asteromella platanoidis (Sacc.) Petr. 1925
- Asteromella pleurospermi (Died.) Petr. 1959
- Asteromella pruni-mahaleb (Pass.) Bedlan 2014
- Asteromella pyricola (Sacc. & Speg.) Moesz ex Bat. & Peres 1961
- Asteromella quercifolii C. Massal. 1889
- Asteromella ranunculi (Fuckel) Vanev & Aa 2002
- Asteromella rosicola (C. Massal.) H. Ruppr. 1959
- Asteromella salicina (Kabát & Bubák) Ruszk.-Mich. 2016
- Asteromella saponariae (Fuckel) Petr. 1955
- Asteromella scabiosae (Kalymb.) Vanev & Aa 2002
- Asteromella scorzonerae Petr. 1925
- Asteromella senecionis-nemorensis (Săvul. & Sandu) Vanev & Aa 2002
- Asteromella tiliicola (Oudem.) Arx 1957
- Asteromella trautmanniana (Moesz) Moesz 1942
- Asteromella ulmi Boerema 2003
- Asteromella wandae (Namysł.) H. Ruppr. 1959

Nazwy naukowe na podstawie Index Fungorum. Wykaz gatunków według W. Mułenki i in.